# Венесуэльско-южноосетинские отношения
Венесуэльско-южноосетинские отношения — двусторонние дипломатические отношения между Венесуэлой и Южной Осетией. Венесуэла признала независимость Южной Осетии и Абхазии 10 сентября 2009. Президент Венесуэлы Уго Чавес заявил о признании Южной Осетии и Абхазии во время визита в Россию, заявив тогда же, что в скором времени с этими республиками будут установлены дипломатические отношения.
До этого Чавес поддерживал решение России признать независимость Абхазии и Южной Осетии: «Россия признала независимость Абхазии и Южной Осетии. Мы поддерживаем Россию. Россия права и защищает свои интересы».
Став преемником Эдуарда Кокойты на посту президента Южной Осетии, Леонид Тибилов отозвал посла Наримана Козаева 25 июля 2012.